# More Than Meets the Eye
More Than Meets the Eye är en låt av den svenska hårdrocksgruppen Europe från skivan Out of This World. På singelns B-sida ligger Let the Good Times Rock.
Singeln släpptes enbart i Japan, Spanien och Frankrike under 1989.
Låten är skriven av Joey Tempest, Kee Marcello och Mic Michaeli. Från allra första början var låten en ballad och kallades för Wings of Destiny, men precis innan inspelningarna skrevs låten om och fick då en annan titel.

## Musiker
- Joey Tempest - sång
- Kee Marcello - gitarr
- John Levén - bas
- Mic Michaeli - klaviatur
- Ian Haugland - trummor